# Wilson Palacios
Wilson Roberto Palacios Suazo (* 29. července 1984 La Ceiba) je honduraský fotbalista, který hraje za Stoke City FC jako defenzivní záložník.
Začínal v klubu CD Olimpia, s nímž získal pět honduraských titulů, v roce 2008 přestoupil do Premier League. Reprezentoval Honduras na mistrovství světa ve fotbale 2010, kde se svými bratry Johnnym a Jerrym vytvořil první sourozeneckou trojici v dějinách MS. Jeho nejmladší bratr Edwin byl v roce 2007 unesen bandity a přestože rodina zaplatila výkupné, byl v květnu 2009 nalezen mrtev.
V lednu 2014 bylo oznámeno, že o Palaciose, který ve Stoke nemá jisté místo v základní sestavě, má zájem Betis Sevilla.